# Emydocephalus szczerbaki
Emydocephalus szczerbaki là một loài rắn trong họ Rắn hổ. Loài này được Dotsenko mô tả khoa học đầu tiên năm 2011. Chúng thường được nhìn thấy ở vùng duyên hải Việt Nam và được đặt tên theo nhà bò sát học người Ukraina Mykola Mykolaiovych Shcherbak (1927-1998), còn được viết là Nikolay Szczerbak.